# 1524 Joensuu
Az 1524 Joensuu (ideiglenes jelöléssel 1939 SB) a Naprendszer kisbolygóövében található aszteroida. Yrjö Väisälä fedezte fel 1939. szeptember 18-án, Turkuban.